# 베티 잭슨
베티 잭슨(Betty Jackson, CBE, 1949년 6월 24일 ~ )은 영국 런던에 거주하는 영국 패션 디자이너이다. 랭커셔주에서 태어났다. 2007년 영국 패션에서의 그녀의 성공은 1987년 퀸스 버스데이 아너스(Queen's Birthday Honors)에서 처음으로 MBE를 취득하고 나중에는 "패션 산업에 대한 서비스"에 대한 CBE를 통해 인정받았다. 그녀는 또한 1990년대 히트 TV 코미디 앱솔루틀리 패뷸러스에서 에디나와 팻시가 착용한 많은 의상을 디자인한 것으로도 유명하다.

## 자선활동
실직 여성들에게 무료로 옷을 제공하고 취업 면접에 대한 조언을 제공하는 비영리 단체인 스마트웍스(Smart Works)에서 자원봉사를 했다.

## 정치
2014년 8월, 잭슨은 해당 문제에 대한 9월 국민투표를 앞두고 스코틀랜드 독립에 반대하는 가디언에 보낸 서한에 서명한 200명의 공인 중 한 명이었다.